# City Life Church

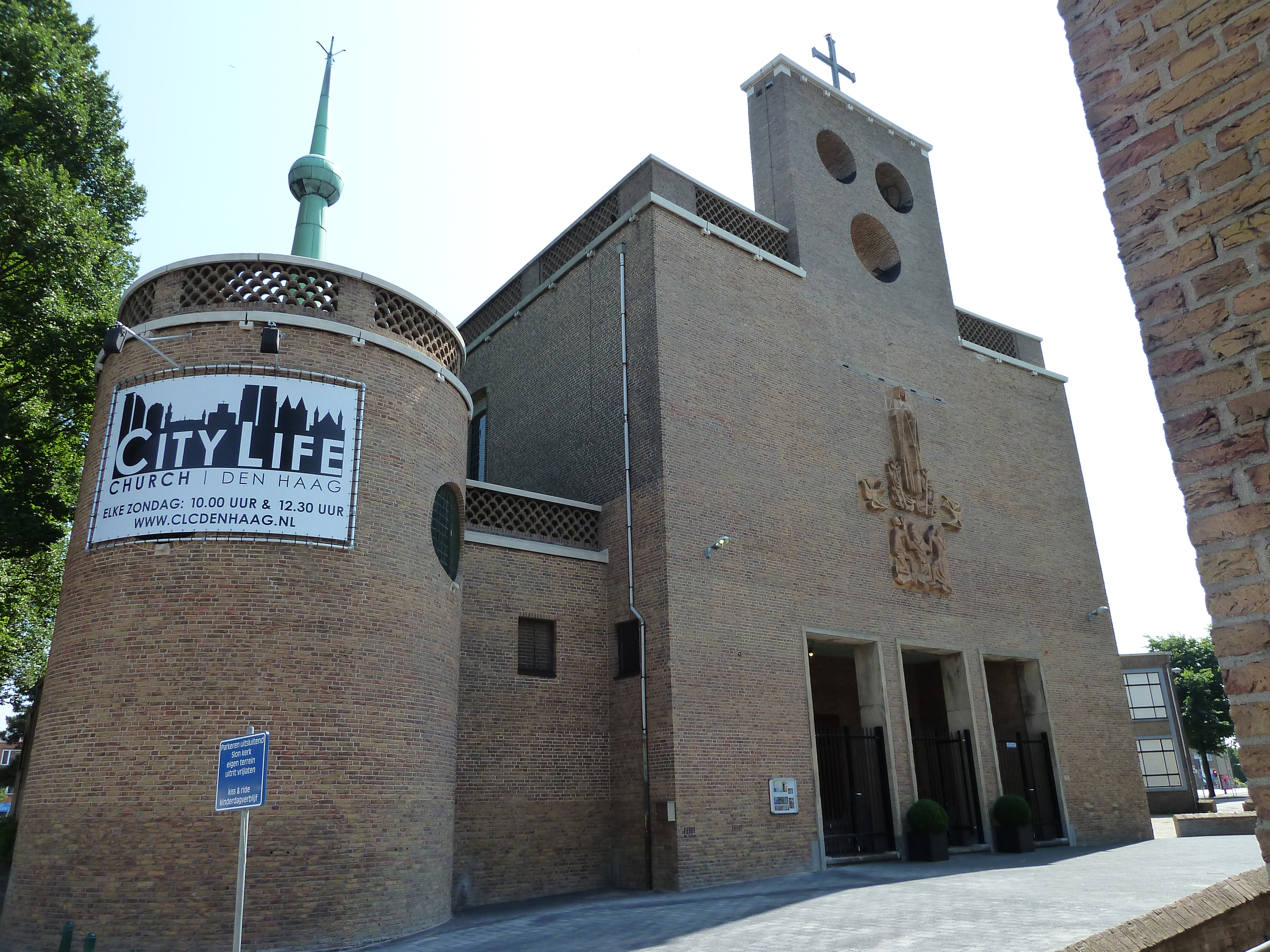
Het gebouw van City Life Church Den Haag, de voormalige Onze-Lieve-Vrouwe van Fatimakerk, nu de hoofdlocatie van City Life Church

City Life Church (CLC) is een Nederlands kerkgenootschap dat tot de pinksterbeweging is te rekenen. CLC is ontstaan toen de voormalige Berea-gemeente in Den Helder zich aansloot bij de toenmalige (grote) pinkstergemeente Sion uit Den Haag. Per 10 januari 2010 wijzigden beide kerken hun naam in City Life Church Den Haag en City Life Church Den Helder. Voor die naamswijziging werd gekozen omdat de naam “Sion” naar buiten toe weinig sprekend werd geacht. Erald en Mathilde van de Ridder, die al sinds 1995 als echtpaar het voorgangerschap van de kerk in Den Haag bekleedden, kregen ook de leiding over CLC als geheel. In de jaren daarna werden elders in Nederland vanuit Den Haag een aantal nieuwe CLC-kerken opgericht en sloten enkele bestaande kerken met een vergelijkbare visie en stijl bij CLC aan. In 2019 is de eerste locatie buiten Nederland aangesloten: City Life Church in Lummen, Belgisch Limburg.  
Typerend voor CLC-kerken is dat deze sterk door moderne stijl  zijn beïnvloed. Dat is terug te vinden in de diensten waarbij een praiseband met lichtshow en projectiescherm met al dan niet naar het Nederlands vertaalde songs van Planetshakers, Hillsong Worship, Elevation Worship en vergelijkbare andere praise-artiesten de aanbidding leidt. Typerend voor CLC-kerken is ook de samenstelling van de bezoekers: een grote diversiteit van generaties en relatief veel culturele achtergronden.
Ook typerend voor City Life Church is de sterke focus op de jongere generaties. Kinder- en tienerprogramma's zijn vaak uitgebreid en dynamisch van opzet, waardoor er veel gezinnen en jongeren zijn onder de bezoekers.
In november 2024 maakte een groep van acht kerken, vooral in Noord-Nederland, zich los van het hoofdkwartier in Den Haag wegens een verschil van inzicht betreffend de zelfstandigheid van de lokale kerken en hoeveelheid aansturing vanuit Den Haag. Zij hebben zich verenigd in het platform Related. Enkele van deze kerken wijzigden hun naam. Andere zijn nog onder de CLC-naam actief.

## Muziek
In 2013 bracht City Life Church het album Sterker uit, met covers en vertalingen van o.m. Hillsong Worship. In 2016 volgde een eigen Kerstsingle 'Aanbid nu de Koning', en in 2019 het eveneens zelf geschreven 'Sound of Grace'.